# Time Crisis 4
Time Crisis 4 est un jeu vidéo de type rail shooter sorti en 2006 sur borne d'arcade, puis en 2008 sur PlayStation 3. Il a été développé par Nex Entertainment et édité par Namco Bandai Games. Il est le quatrième opus de la série Time Crisis.
En Amérique du Nord et en Europe, la version Playstation 3 du jeu est sortie en deux versions : la première inclut simplement le jeu Time Crisis 4 (cette version peut être utilisée avec le GunCon ou le G-Con en Europe) et la deuxième version s’appelle Time Crisis: Razing Storm. Cette version, en plus d’inclure Time Crisis : Razing Storm, inclut les jeux Time Crisis 4, Deadstorm Pirates et la compatibilité avec le PlayStation Move.
Dans ce jeu, la vision panoramique est mise au point.

## Synopsis
Rush, Giorgio and Evan ont une mission de retrouver une arme top secrète développée par l'armée sur le point de tomber entre les mains d'une organisation terroriste européenne.